# Tucker Carlson
Tucker Swanson McNear Carlson (San Francisco, 16. svibnja 1969.) američki je konzervativni politički komentator i pisac. Između 2016. i 2023. vodio je Fox News talk show „Tucker Carlson Tonight”. Godine 2023. dobio je otkaz u Fox Newsu i od tada vodi talk show Tucker na platformi X.
Zagovornik je bivšeg američkog predsjednika Donalda Trumpa. Neki komentatori nazvali su ga "najutjecajnijim glasom u desničarskim medijima".[nedostaje izvor] Kritičan je prema imigraciji. Nekada je bio ekonomski libertarijanac, a danas podržava protekcionizam. Godine 2004. odrekao se početne potpore ratu u Iraku i od tada je bio skeptičan prema stranim intervencijama SAD-a.

## Životopis
Rođen je 16. svibnja 1969. u San Franciscu kao prvi sin novinara Dicka Carlsona i umjetnice Lise McNear. Dick Carlson bio je direktor Glasa Amerike od 1986. do 1991. godine.
U ranoj fazi karijere bio je prepoznatljiv po leptir-mašni koju je neprestano nosio sve do 2006. godine. Bio je jedan od voditelja političke emisije "Crossfire" na CNN-u te voditelj vlastite emisije na MSNBC-u. Početkom 2010., zajedno s bivšim pomoćnikom Dicka Cheneya, Neilom Patelom, osnovao je „Daily Caller”, informativni web portal zamišljen kao desničarski ekvivalent lijevog Huffington Posta.
Iako ga mnogi smatraju konzervativcem, Carlson je zbog svojih stavova izazvao kontroverze i zbunjenost među američkim konzervativcima. U 2000-ima prvo je podržao, a zatim kritizirao rat u Iraku, a potom je optužio predsjednika Busha da "nije konzervativac". Ponekad ga se pogrešno smatra libertarijancem umjesto konzervativcem zbog njegovog nedostatka protivljenja istospolnim brakovima, njegovog prisustvovanja skupu Rona Paula i njegovog prisustvovanja svečanom otvaranju legalnog bordela u Nevadi.
Radio je kao politički komentator na televizijskom kanalu "Fox News" do travnja 2023. godine, kada je dobio otkaz na toj televiziji. U službenom priopćenju koje je objavio Fox News 24. travnja 2023. nije naveden razlog prekida, ali je rečeno da su se sporazumno dogovorili oko prekida suradnje.
U kolovozu 2023. sastao se s predsjednikom Srbije Aleksandrom Vučićem u Budimpešti, tijekom kojeg su razgovarali o geopolitici.
Ruski predsjednik Vladimir Putin dao je intervju Tuckeru Carlsonu 9. veljače 2024.